# Claire Waldoff
Claire Waldoff, nome d'arte di Clara Wortmann (Gelsenkirchen, 21 ottobre 1884 – Bad Reichenhall, 22 gennaio 1957), è stata una cantante e cabarettista tedesca, rinomata a Berlino soprattutto alla vigilia della seconda guerra mondiale.

## Biografia

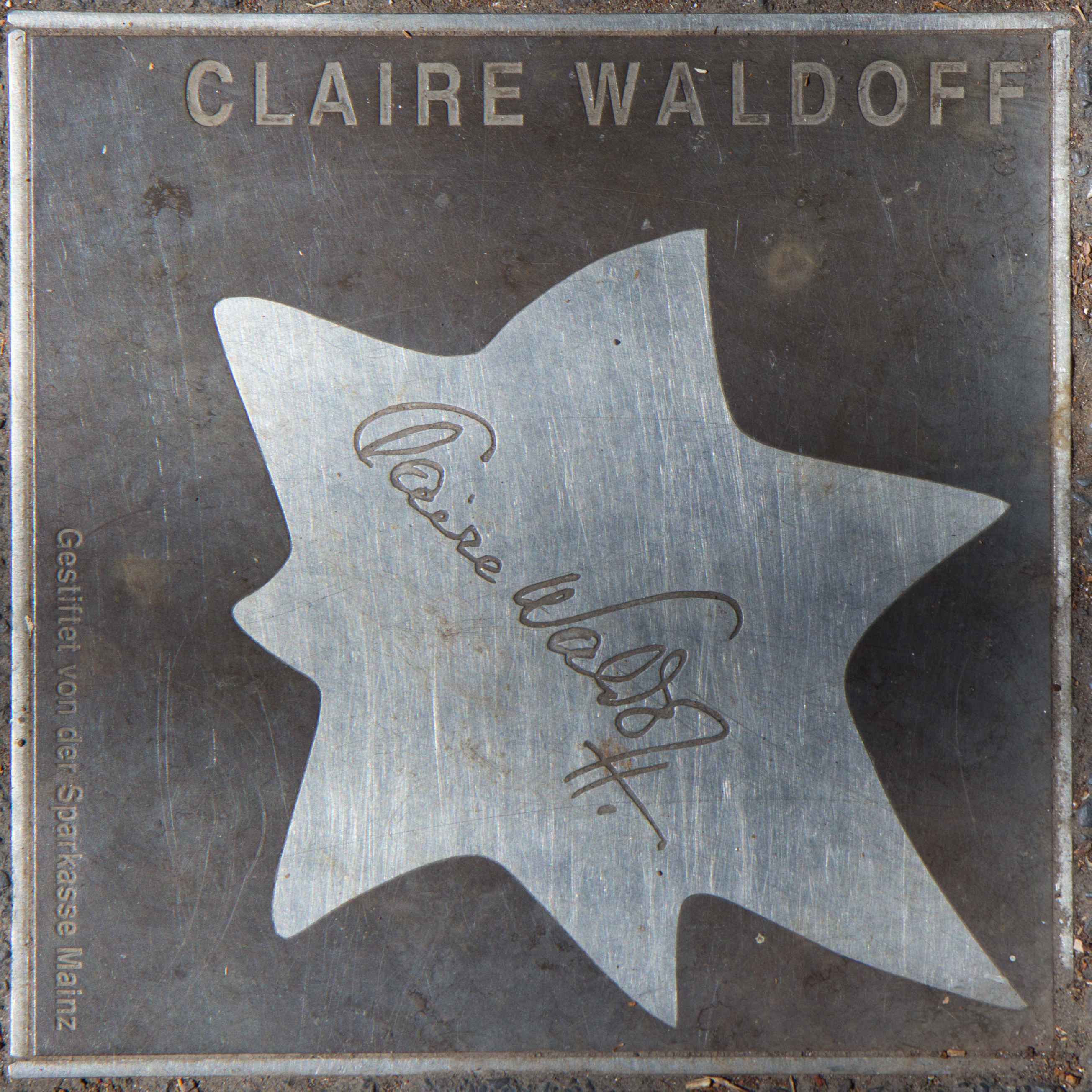
Walk of Fame of Cabaret

Clara Wortmann nacque in una numerosa famiglia (sedici figli) come undecimogenita di un minatore, poi diventato albergatore. La giovane Clara frequentò un ginnasio femminile a Hannover, dove abitò presso i genitori di Theo Lingen, e dove ottenne il diploma di maturità nel 1903. Non essendo riuscita a realizzare il suo sogno di diventare medico a causa di problemi economici, decise di lanciarsi nell'attività teatrale e assunse il nome d'arte Claire Waldoff.
Nel 1903 ottenne il suo primo ingaggio a Bad Pyrmont e a Katowice; nel 1906 giunse a Berlino, dove assimilò rapidamente il dialetto berlinese. Grazie ad un'amica ottenne i primi ingaggi minori al "Figaro", un teatrino del Kurfürstendamm, ma venne subito apprezzata per le sue doti da commediante; fu così che approdò al cabaret come cantante.
Il suo primo spettacolo, Roland von Berlin, le causò subito problemi con la rigida censura imperiale dell'era guglielmina, che a tre giorni dalla prima proibì la sua apparizione in giacca e cravatta da collegiale di Eton, così come i testi e le musiche, ritenuti troppo antimilitaristici. Per salvare il salvabile il giovane compositore Walter Kollo scrisse in fretta e furia come rimpiazzo un'innocua canzonetta, "Schmackeduzchen", la storiella di un anatroccolo innamorato pazzo; l'esibizione di Waldoff fu un trionfo e le valse l'appellativo di "Stella di Berlino".
Claire Waldoff si specializzò in canzonette, talvolta triviali e nel gergo berlinese che aveva appreso nel corso delle sue esibizioni nelle osterie. I suoi tratti distintivi erano la cravatta, la camicia e i capelli rossi tagliati alla maschietta, mentre durante le sue esibizioni era famosa per il fatto di fumare e imprecare dal palco. Lei stessa descrisse in seguito il suo carisma come segue: 
Waldoff raggiunse l'apice della sua carriera a metà degli anni venti, epoca in cui fece svariate tournée in Germania e in cui spopolò nei più prestigiosi teatri di varietà berlinesi: la Scala e il Wintergarten. In quel periodo si esibì con l'ancora sconosciuta Marlene Dietrich e le sue canzoni vennero anche trasmesse alla radio. Le vendite dei suoi dischi raggiunsero cifre incredibili per l'epoca; in quel periodo Waldoff aveva un repertorio di circa 300 canzoni.
La Waldoff era apertamente lesbica, e la sua preferenza per i travestimenti maschili ne fanno un chiaro esempio di butch. Lei e la sua compagna di tutta la vita, la baronessa Olga (Olly) von Roeder (1886-1963), furono anche un punto di riferimento della Berlino lesbica: Waldoff visitava regolarmente il club femminile Pyramide, che si riuniva nel Toppkeller nel quartiere di Schöneberg e in cui si ritrovavano le ballerine Anita Berber e Cilly de Rheydt, impiegate, donne eleganti, pittrici e modelle, per festeggiare abbondantemente fino all'alba.

### Il nazismo e la fine della carriera
La Machtergreifung (presa del potere) da parte dei nazionalsocialisti nel 1933 fu una svolta anche per Claire Waldoff: per un certo tempo ebbe il divieto politico di entrare in scena a causa delle sue recenti apparizioni presso il "Soccorso Rosso" (organizzazione di solidarietà comunista) nel Palazzo dello Sport di Berlino. A metà degli anni trenta si esibì in coppia con Lene Ludwig, eseguendo danze parodistiche con maschere di personaggi famosi.
La sua carriera ebbe un'ulteriore battuta d'arresto nel 1936, quando il ministro della propaganda Joseph Goebbels le vietò di esibirsi alla Scala di Berlino; ne conseguì un rapido decremento degli ingaggi. Nel 1939 si ritirò con la sua compagna Olly a Bayerisch Gmain, in Baviera, facendo sporadiche apparizioni in concerti augurali radiotrasmessi. Nonostante la sua compromissione agli occhi dei nazisti, la Wehrmacht la ingaggiò a cantare per le truppe, cosicché nel 1942 Waldoff si esibì davanti ai soldati tedeschi nella Parigi occupata.
Dopo la seconda guerra mondiale Claire Waldoff non poté continuare la propria attività e fu anche fortemente colpita dalla riforma valutaria del 1948, che le costò i suoi risparmi, lasciandola nell'indigenza. In occasione del suo settantesimo compleanno (1949) il Senato di Berlino Ovest le concesse un modesto vitalizio. Nel 1953 uscì la sua autobiografia. Claire Waldoff morì a Bad Reichenhall quattro anni dopo, nel 1957; la sua compagna, morta nel 1963, sarebbe stata sepolta nella sua stessa tomba.

## Filmografia

### Attrice
- Mieze Strempels Werdegang, regia di Waldemar Hecker (1915)
- Die verkaterte Mumie (1916)
- Die Dame im Schaufenster, regia di Danny Kaden (1918)
- Der Jüngling aus der Konfektion, regia di Richard Löwenbein (1926)

### Film o documentari dove appare Claire Waldoff
- Das Jahrhundert des Kabaretts, documentario tv (2001)
- Berlin: Metropolis of Vice, regia di Marrin Canell e Ted Remerowski - documentario della serie tv Legendary Sin Cities (2005)

## Canzoni
- Wer schmeißt denn da mit Lehm
- Hermann heeßt er!
- Nach meine Beene is ja janz Berlin verrückt!
- Wegen Emil seine unanständ´ge Lust
- An de Panke - an de Wuhle - an de Spree
- Was braucht der Berliner, um glücklich zu sein?
- Romanze vom Wedding
- Da geht mir der Hut hoch

## Opere
- (DE)  Claire Waldoff, "Weeste noch ...?": Erinnerungen und Dokumente. Parthas, Berlin 1997, ISBN 3-932529-11-1 (autobiografia).